# Dark Night of the Soul
 (octobre 2017).
Si vous disposez d'ouvrages ou d'articles de référence ou si vous connaissez des sites web de qualité traitant du thème abordé ici, merci de compléter l'article en donnant les références utiles à sa vérifiabilité et en les liant à la section « Notes et références ».
Albums par Danger Mouse
Replica Sun Machine
(2008) The Last Laugh
(2009)
Albums par Sparklehorse
Dreamt for Light Years in the Belly of a Mountain
(2006) In the Fishtank #15
(2009)
Dark Night of the Soul est un album studio issu de la collaboration de Danger Mouse (de son vrai nom Brian Burton), producteur, disc jockey et compositeur et de Sparklehorse (nom de scène de Mark Linkous), auteur-compositeur-interprète. Les deux américains sortent cet album d'indie rock en 2010.

## Présentation
Album annoncé le 1er avril 2008 et né en juin 2009, Dark Night of the Soul bénéficie de collaborations avec de nombreux artistes reconnus et est majoritairement accueilli de façon favorable par la critique.
En raison d'un litige contractuel avec le distributeur EMI, l'album aurait pu ne jamais sortir officiellement et sa publication est reportée pour être, finalement, diffusé en juillet 2010.
En attendant celle-ci, les auteurs vont, à la manière de Radiohead avec leur album In Rainbows, sortir des schémas traditionnels de distribution en proposant l'achat d'un livre de photos cartonné de 104 pages numérotées à la main, réalisé par David Lynch, accompagné d'un CD-R vierge, permettant de télécharger gratuitement sur Internet et de graver, soi-même, les titres de cet opus,.
Le disque sort, donc, sous forme physique quatre mois après la mort de Mark Linkous et six mois après celle de Vic Chesnutt, qui a collaboré au projet.
Dark Night of the Soul propose un large éventail de collaborateurs tels que James Mercer (en) du groupe The Shins, Wayne Coyne de The Flaming Lips, Gruff Rhys de Super Furry Animals, Jason Lytle de Grandaddy, Julian Casablancas de The Strokes, Black Francis des Pixies, Nina Persson de The Cardigans, Iggy Pop, Suzanne Vega, Vic Chesnutt, David Lynch et Scott Spillane (en) de Neutral Milk Hotel et The Gerbils (en). Tous ces chanteurs ont également participé à la composition et à la production de l'album.
Le titre de l'album provient de La noche oscura del alma, titre donné à un poème de Jean de la Croix, poète espagnol du XVIe siècle[réf. nécessaire].

## Liste des titres
Toutes les chansons sont écrites et composées par Danger Mouse et Sparklehorse.
| 1.    | Revenge (feat. The Flaming Lips)                  | 4:54 |
| 2.    | Just War (feat. Gruff Rhys)                       | 3:44 |
| 3.    | Jaykub (feat. Jason Lytle)                        | 3:52 |
| 4.    | Little Girl (feat. Julian Casablancas)            | 4:33 |
| 5.    | Angel's Harp (feat. Black Francis)                | 2:56 |
| 6.    | Pain (feat. Iggy Pop)                             | 2:51 |
| 7.    | Star Eyes (I Can't Catch It) (feat. David Lynch)  | 3:10 |
| 8.    | Everytime I'm With You (feat. Jason Lytle)        | 3:12 |
| 9.    | Insane Lullaby (feat. James Mercer)               | 3:10 |
| 10.   | Daddy's Gone (feat. Mark Linkous et Nina Persson) | 3:08 |
| 11.   | The Man Who Played God (feat. Suzanne Vega)       | 3:10 |
| 12.   | Grim Augury (feat. Vic Chesnutt)                  | 2:32 |
| 13.   | Dark Night of the Soul (feat. David Lynch)        | 4:41 |
| 45:53 |                                                   |      |

| Titre bonus - Édition japonaise (Parlophone, 10 juillet 2010) | Titre bonus - Édition japonaise (Parlophone, 10 juillet 2010) | Titre bonus - Édition japonaise (Parlophone, 10 juillet 2010) | Titre bonus - Édition japonaise (Parlophone, 10 juillet 2010) | Titre bonus - Édition japonaise (Parlophone, 10 juillet 2010) | Titre bonus - Édition japonaise (Parlophone, 10 juillet 2010) | Titre bonus - Édition japonaise (Parlophone, 10 juillet 2010) | Titre bonus - Édition japonaise (Parlophone, 10 juillet 2010) | Titre bonus - Édition japonaise (Parlophone, 10 juillet 2010) | Titre bonus - Édition japonaise (Parlophone, 10 juillet 2010) |
| No                                                            | Titre                                                         | Durée                                                         |                                                               |                                                               |                                                               |                                                               |                                                               |                                                               |                                                               |
| ------------------------------------------------------------- | ------------------------------------------------------------- | ------------------------------------------------------------- | ------------------------------------------------------------- | ------------------------------------------------------------- | ------------------------------------------------------------- | ------------------------------------------------------------- | ------------------------------------------------------------- | ------------------------------------------------------------- | ------------------------------------------------------------- |
| 14.                                                           | Dark Night of the Soul (Sparklehorse Mix)                     | 4:34                                                          |                                                               |                                                               |                                                               |                                                               |                                                               |                                                               |                                                               |
| 50:27                                                         |                                                               |                                                               |                                                               |                                                               |                                                               |                                                               |                                                               |                                                               |                                                               |

| Titres bonus - Édition sur support numérique (États-Unis, Capitol Records, 13 juillet 2010) | Titres bonus - Édition sur support numérique (États-Unis, Capitol Records, 13 juillet 2010) | Titres bonus - Édition sur support numérique (États-Unis, Capitol Records, 13 juillet 2010) | Titres bonus - Édition sur support numérique (États-Unis, Capitol Records, 13 juillet 2010) | Titres bonus - Édition sur support numérique (États-Unis, Capitol Records, 13 juillet 2010) | Titres bonus - Édition sur support numérique (États-Unis, Capitol Records, 13 juillet 2010) | Titres bonus - Édition sur support numérique (États-Unis, Capitol Records, 13 juillet 2010) | Titres bonus - Édition sur support numérique (États-Unis, Capitol Records, 13 juillet 2010) | Titres bonus - Édition sur support numérique (États-Unis, Capitol Records, 13 juillet 2010) | Titres bonus - Édition sur support numérique (États-Unis, Capitol Records, 13 juillet 2010) |
| No                                                                                          | Titre                                                                                       | Durée                                                                                       |                                                                                             |                                                                                             |                                                                                             |                                                                                             |                                                                                             |                                                                                             |                                                                                             |
| ------------------------------------------------------------------------------------------- | ------------------------------------------------------------------------------------------- | ------------------------------------------------------------------------------------------- | ------------------------------------------------------------------------------------------- | ------------------------------------------------------------------------------------------- | ------------------------------------------------------------------------------------------- | ------------------------------------------------------------------------------------------- | ------------------------------------------------------------------------------------------- | ------------------------------------------------------------------------------------------- | ------------------------------------------------------------------------------------------- |
| 14.                                                                                         | Revenge (instrumental) (feat. The Flaming Lips)                                             | 4:54                                                                                        |                                                                                             |                                                                                             |                                                                                             |                                                                                             |                                                                                             |                                                                                             |                                                                                             |
| 15.                                                                                         | Everytime I’m With You (instrumental) (feat. Jason Lytle)                                   | 3:11                                                                                        |                                                                                             |                                                                                             |                                                                                             |                                                                                             |                                                                                             |                                                                                             |                                                                                             |
| 53:58                                                                                       |                                                                                             |                                                                                             |                                                                                             |                                                                                             |                                                                                             |                                                                                             |                                                                                             |                                                                                             |                                                                                             |

### Box Set, Limited Edition
En juillet 2010, Danger Mouse édite également un coffret en édition limitée à 5 000 exemplaires incluant :
- l'album en double vinyle LP ;
- l'album, dans sa version originale, en CD ;
- l'album en CD, dans une version instrumentale.

Il comprend, de plus, un petit livre de 30 pages en 12"×12" intitulé « D N O T S », en mémoire de Mark Linkous et de Vic Chesnutt, avec des illustrations, des photographies et des crédits d'albums ainsi qu'une enveloppe en 12"×12", aussi nommée « D N O T S », contenant trois cartes (lobby cards), une affiche et une photographie.